# Klystron

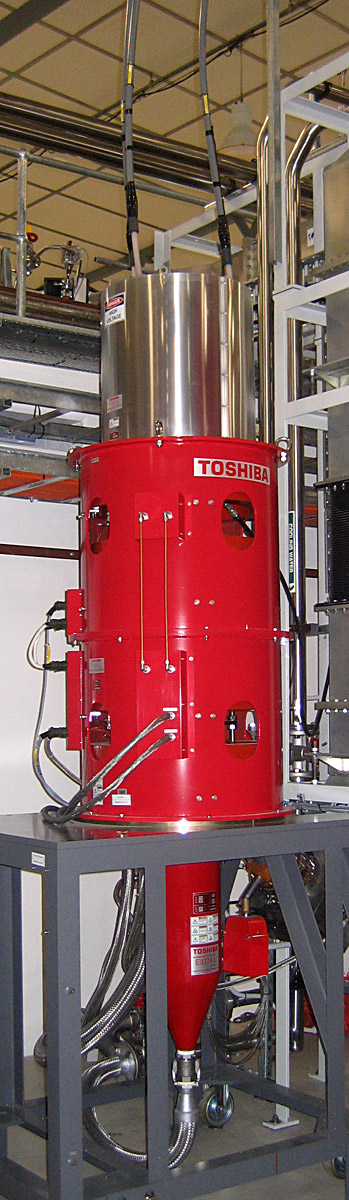
Hochleistungs-Klystron

Das Klystron ist eine Elektronenröhre, die die Laufzeit der Elektronen zur Erzeugung oder Verstärkung von Hochfrequenzsignalen ausnutzt (Laufzeitröhre). Das Grundprinzip wurde von Oskar Heil 1935 veröffentlicht. Es wurde 1937 von den Gebrüdern Russell und Sigurd Varian unter Mithilfe von William Webster Hansen an der Stanford University (Kalifornien) entwickelt.
Im Klystron erfährt ein im Vakuum erzeugter und durch Hochspannung beschleunigter Elektronenstrom durch ein hochfrequentes elektrisches Wechselfeld eine Geschwindigkeitsmodulation. Er durchläuft dazu einen mit einem Hochfrequenz-Signal gespeisten Hohlraumresonator. Nach einer gewissen Laufzeit bewirkt die Geschwindigkeitsmodulation eine Dichtemodulation. Der modulierte Elektronenstrom kann durch einen oder mehrere weitere Hohlraumresonatoren (Mehrkammerklystron) geführt werden, und am letzten Resonator kann ein Teil seiner Energie als Hochfrequenzenergie entnommen werden.

## Zweikammer-Klystron

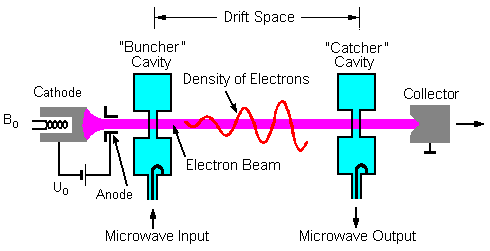
Skizze eines Zweikammer-Klystron

Dieser Verstärker für sehr hohe Frequenzen wird zwar in der Praxis nicht eingesetzt, eignet sich aber gut zur Beschreibung der prinzipiellen Wirkungsweise eines Klystrons. Den Hochfrequenzteil bilden zwei Hohlraumresonatoren: Im ersten Hohlraumresonator (Steuerkammer, Einkoppel-Resonator) wird durch das eingespeiste Signal eine elektromagnetische Schwingung angeregt, deren elektrische Komponente im Zentrum des Resonators mit dem Elektronenstrahl in Wechselwirkung tritt und dessen Geschwindigkeit moduliert (abwechselnd durch Beschleunigung und Bremsung, je nachdem in welcher Phase sich das steuernde Signal befindet). Die schnelleren Elektronen können nun die früher ausgesendeten, langsameren Elektronen überholen. Nach einer bestimmten Laufzeit befinden sich gebremste, unbeeinflusste und beschleunigte Elektronen an derselben Stelle, es entsteht ein Elektronenpaket (Bunch, Dichtemodulation).
Durch die weiter bestehenden Geschwindigkeitsunterschiede zerfließt dieses Paket wieder, um sich später erneut zu formen. D.h. entlang der Laufstrecke der Elektronen wiederholen sich die dichtemodulierten Stellen periodisch; es entsteht eine Raumladungswelle.
Beim Zweikammer-Klystron befindet sich das Zentrum des zweiten Hohlraumresonators (Auskoppelresonator) am ersten Maximum der Dichtemodulation. Durch Influenz werden in diesem zweiten Hohlraumresonator Wandströme verursacht, im Hohlraum entsteht eine elektro-magnetische Schwingung, deren elektrische Komponente so gerichtet ist, dass sie die Elektronenpakete abbremst. Dadurch überträgt der Elektronenstrahl einen Teil seiner kinetischen Energie an das elektromagnetische Feld. Von dessen Energie wiederum kann ein Anteil ausgekoppelt werden. Die ausgekoppelte Welle besitzt infolge der Energieübertragung aus dem Elektronenstrahl eine größere Amplitude als die eingekoppelte, das Zweikammer-Klystron arbeitet also als Verstärker.
Der Elektronenstrahl wird daraufhin von einem Kollektor aufgefangen.

## Mehrkammer-Klystron

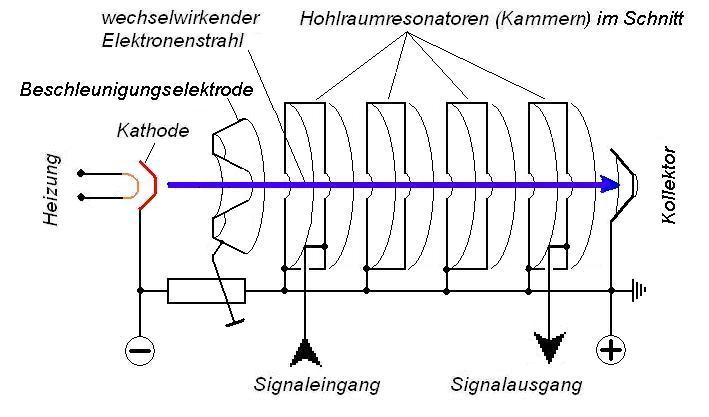
Schematische Darstellung eines Mehrkammerklystrons

Für die in der Praxis benötigten Ausgangsleistungen werden Elektronenstrahlen hoher Leistung benötigt. Die dadurch bedingte hohe Raumladungsdichte im Strahl erfordert infolge der Coulombkräfte zwischen den Elektronen zur Paketbildung eine Modulation mit hoher Geschwindigkeit. Diese wird durch Verwendung zusätzlicher Resonatoren (Zwischenresonatoren) zwischen Eingangs- und Ausgangsresonator erreicht. Da aus ihnen im Normalfall keine Leistung ausgekoppelt wird, entwickeln sich in ihnen kaskadierend höhere elektrische Felder in den Resonatorzentren, die schließlich zur erforderlichen Paketbildung führen. Das Verfahren hat gleichzeitig den Vorteil, dass durch eine Verstimmung der Resonanzfrequenzen der Zwischenresonatoren gegeneinander eine im Vergleich zum Zweikammer-Klystron wesentlich höhere Bandbreite (bis ca. 1 %) erreicht werden kann.
Verstärker-Klystrons können als Mehrkammer-Klystron für Kurzpuls-Leistungen (Mikrosekunden-Bereich) bis zu etwa 100 Megawatt gebaut werden, im kontinuierlichen Betrieb („Dauerstrichleistung“) bis weit über 1 Megawatt. Der Frequenzbereich erstreckt sich von einigen 100 MHz bis hin zu einigen 10 GHz.
Typische Anwendungsgebiete sind starke UHF- und Mikrowellen-Sender, Radar (Reflexklystron als Mischoszillator), Mikrowellenheizung (z. B. in der Spanplattenherstellung), medizinische und wissenschaftliche Teilchenbeschleuniger sowie die Breitband-Satellitenkommunikation.
Bis vor einigen Jahren war das Klystron in terrestrischen UHF-Sendern weit verbreitet. Mittlerweile wird es dort aber mehr und mehr von IOT (Inductive Output Tube) oder von Halbleiterverstärkern verdrängt.

## Reflexklystron

Schema eines Reflexklystrons

Beim Reflexklystron, auch als Sutton-Röhre bezeichnet, sind der modulierende und der entnehmende Hohlraum identisch – der Elektronenstrom wird in diesen durch eine negativ vorgespannte Elektrode reflektiert. Das Reflexklystron kann daher als Oszillator wirken. Die Bezeichnung Sutton-Röhre leitet sich von ihrem Erfinder Robert Sutton ab, der diesen Röhrentyp im Jahr 1940 entwickelte. In der Sowjetunion wurde von Nikolai Dewjatkow ein solches Klystron entwickelt.
Reflexklystrons wurden während des Zweiten Weltkriegs in den damals ersten Radargeräten eingesetzt, wurden jedoch auf britischer Seite bald vom Magnetron abgelöst. Das Reflexklystron kam nun nur als Mischoszillator im Empfangszweig der Geräte sowie zu Richtfunkzwecken zum Einsatz. In den 1960er Jahren wurde das Reflexklystron und auch kleinere Pulsquellen in vielen Anwendungsbereichen durch Gunndioden abgelöst, die erheblich kleiner, abstimmbar und effizienter sind und mit nur einer und zudem geringeren Betriebsspannung arbeiten.
Bis in die 1980er Jahre wurden Reflexklystrons in größerem Umfang (z. B. das TK6 von Telefunken für 7 GHz) in Richtfunkanlagen eingesetzt.
Die Funktionsweise des Reflexklystrons wird anhand des nebenstehenden Bildes erklärt: Manche der Elektronen, die von der Glühkathode ausgesendet und von der Anode beschleunigt werden, durchlaufen die Resonatorkammer und erzeugen darin durch Influenz ein schwaches elektromagnetisches Feld. Nach einer gewissen Laufzeit werden sie vom negativen elektrischen Potential des Reflektors zur Umkehr gezwungen und durchlaufen die Resonatorkammer in umgekehrter Richtung. Wenn sich zu diesem Zeitpunkt die vorher induzierte Stromrichtung in diesem Schwingkreis gerade umgekehrt hat, wird diese Schwingung erneut verstärkt, es entsteht ein Oszillator. Ein Teil der erzeugten HF-Energie kann durch einen Draht induktiv ausgekoppelt werden. Da die meisten Elektronen, die von der Kathode ausgesandt werden, unmittelbar auf der Anode landen, beträgt der Wirkungsgrad nur wenige Prozent. Ausschlaggebend für die Funktion ist eine ausreichende Übereinstimmung der Elektronenlaufzeit mit einem Vielfachen der Schwingungsdauer. Durch geringe Änderung der Reflektorspannung erzielt man eine Frequenzmodulation. Die Frequenz kann oft auch durch mechanisches Verformen des Resonators geändert bzw. justiert werden.
Des Weiteren existieren behelfsmäßige Bastellösungen, wie man eine herkömmliche Mehrgitterröhre als Reflexklystron betreiben kann, indem man an zwei der Gitter einen externen Resonator, z. B. eine Lecherleitung, anschließt und die Anode als Reflektor nutzt. Dies wird auch als Gill-Morell-Schwingung bezeichnet und wurde bereits am Anfang des 20. Jh. untersucht. Siehe hierzu Barkhausen-Kurz-Schwingung.

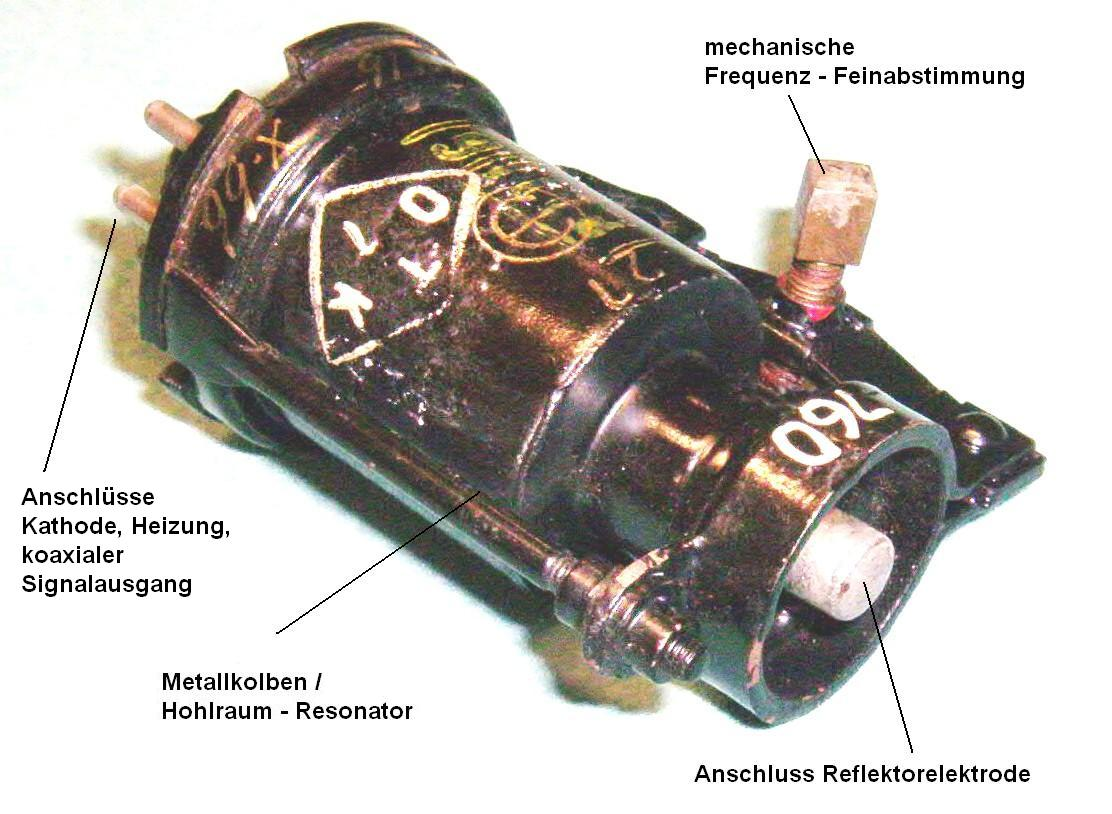
Reflexklystron ca. 9 GHz, mechanisch abstimmbar, Länge ca. 70 mm, Sowjetunion ca. 1966 (Nachbau Raytheon 2K25)
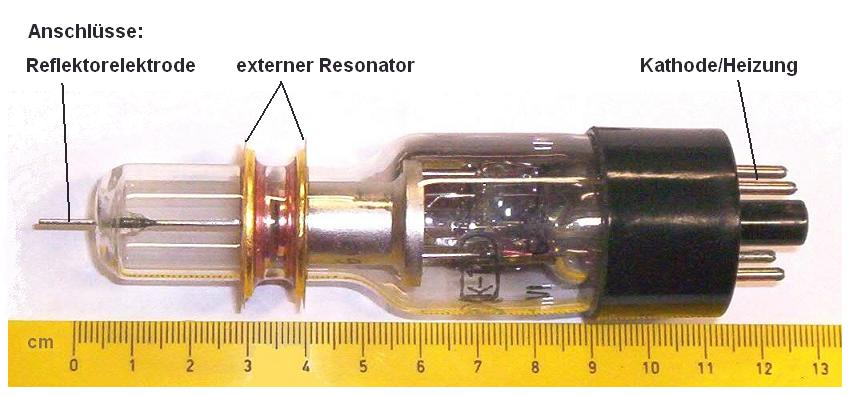
Reflexklystron zum Anschluss eines externen Resonators (Typ K-11, Sowjetunion 1963)
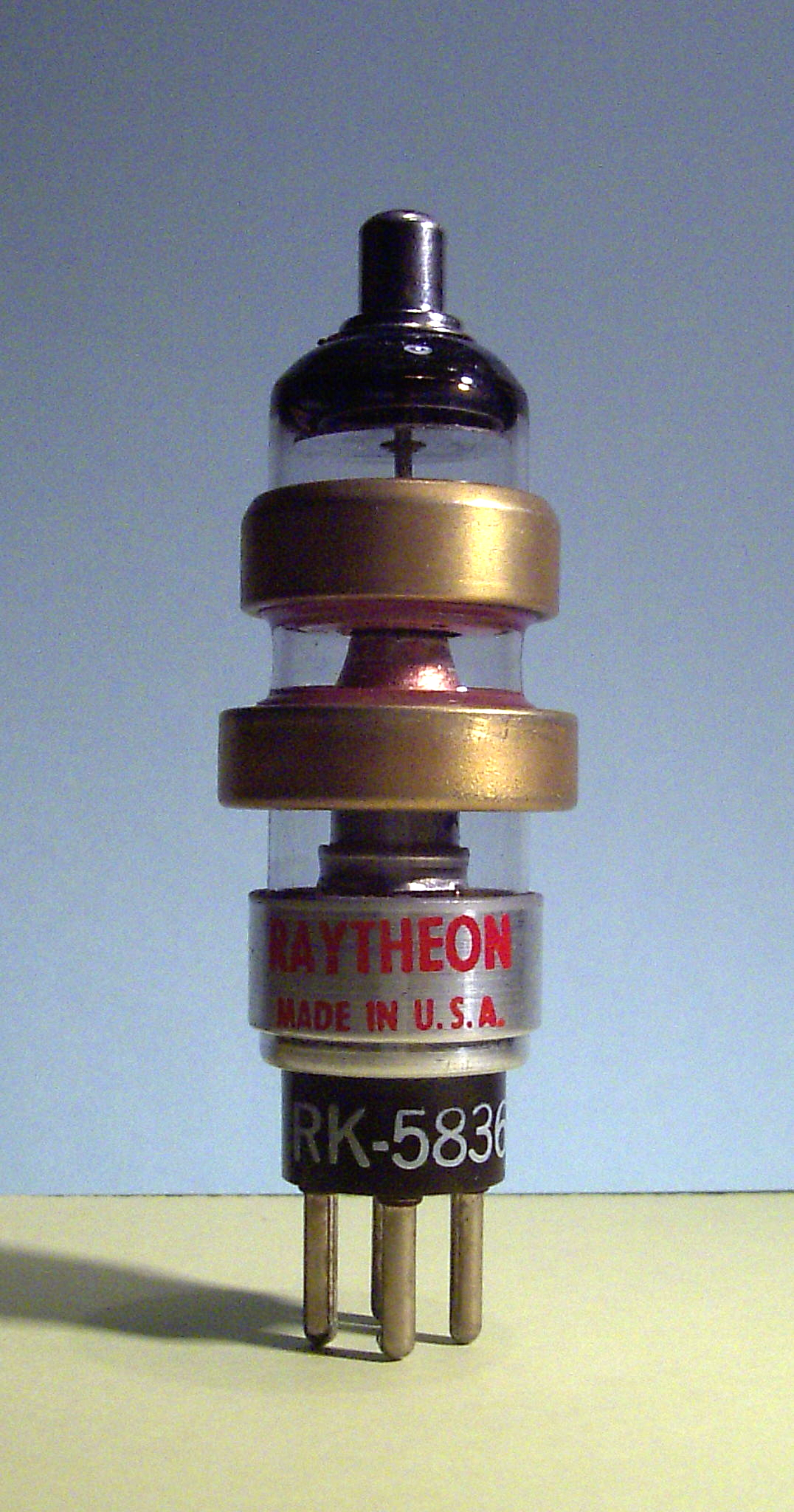
Reflexklystron von Raytheon, USA
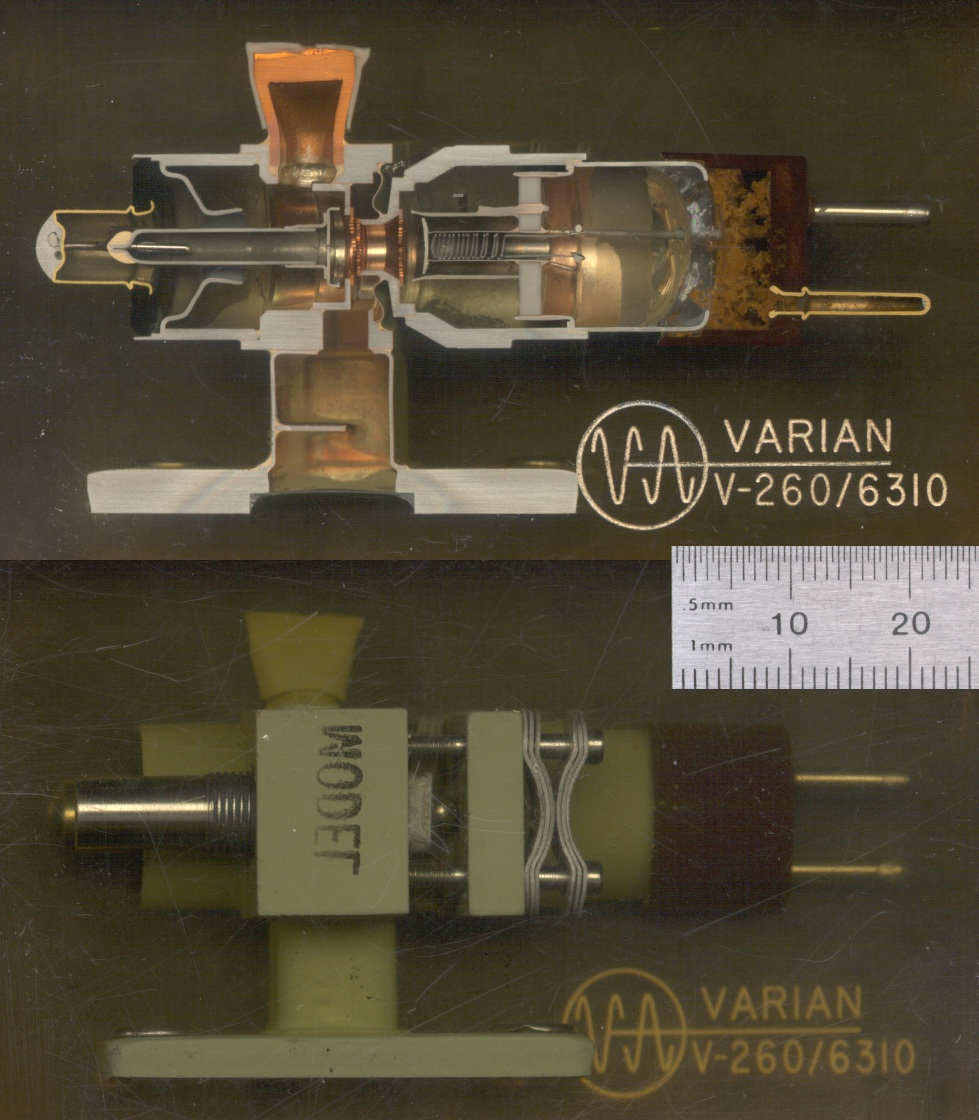
Aufgeschnittenes Reflexklystron mit Hohlleiterauskopplung